# 奧布賴恩島
61°30′S 55°58′W / 61.500°S 55.967°W
奧布賴恩島（O'Brien Island），是南極洲的島嶼，處於阿斯普蘭島西南面4公里，屬於南設得蘭群島的一部分，最高點海拔高度540米，名稱可追溯至1822年，被國際鳥盟列為重點鳥區，是約21,000雙南極企鵝的棲息地，現時由南極條約體系管理。